# فلسفه اخلاق در قرن بیستم
فلسفه اخلاق بعد از ۱۹۰۰ یا فلسفه اخلاق در قرن بیستم کتابی است از مری وارنوک (بارونس وارنوک) که در آن نویسنده گزارشی از تاریخ اخلاق در قرن بیستم ارائه می‌دهد.

## نقد و بررسی
این کتاب چند بار در نشریات گوناگون نقد شده‌است.